# Abel Servien
Pour les articles homonymes, voir Servien et Abel.
Abel Servien, marquis de Sablé et de Boisdauphin, comte de La Roche des Aubiers, né à Biviers le 1er novembre 1593 et mort à Meudon le 17 février 1659, est un homme d'État, diplomate français, surintendant des finances de 1653 à 1659 et sénéchal d'Anjou. Il est le frère de l'évêque François Servien, et l'oncle d’Hugues de Lionne.

## Biographie
Il naît « selon la tradition » au château de Biviers, dit de Serviantin, près de Grenoble. D'autres sources le disent né « à Grenoble ».
Il est le fils d’Antoine Servien (mort en 1621), seigneur de Biviers, élu consul de Grenoble le 2 janvier 1583, avocat consistorial au parlement de Dauphiné la même année, pourvu d'une charge de conseiller honoraire au parlement de Grenoble par lettre du 16 février 1603, reçu dans cette cour le 23 août 1604 avant de s'en démettre quelques mois plus tard. Sa mère est Diane Bailly, fille d'un conseiller du même parlement. Abel est le frère de François Servien, évêque de Bayeux. Sa sœur Isabeau est la mère du secrétaire d'État Hugues de Lionne.
En 1604, Abel Servien est inscrit avec son frère Ennemond à l'école du chapitre Notre-Dame de Grenoble où ils restent deux ans avant de poursuivre leurs études à Vienne puis à l'Université de Valence, la seule du Dauphiné. Enfin, ils obtiennent un doctorat de droit à l'Université d'Orléans.
Pourvu à la charge de procureur général au parlement de Grenoble par lettres du 31 août 1616, Abel Servien est reçu en cette cour le 22 mai 1617. Il conserve jusqu'au 19 avril 1624 ses fonctions de procureur général au parlement de Dauphiné, mais les exerce à peine. Député à l'assemblée des notables qui se tient à Rouen du 4 au 26 décembre 1617, il devient conseiller d’État, le 16 janvier 1618, et se fixe à Paris. Richelieu, ami de la famille, le fait nommer maître des requêtes de l'hôtel du roi le 22 mars 1624 et il est reçu dans ses nouvelles fonctions le 1er avril suivant.

### Intendant
Les 23, 24 et 25 avril 1627, Abel Servien reçoit trois commissions en Guyenne : une première concerne la vente de vaisseaux capturés ; une seconde, le règlement des épaves du naufrage de plusieurs navires de guerre espagnols au Cap-Breton, la dernière lui donne pouvoir de faire le devoir de sa charge sur les plaintes qu'il recevrait des sujets du roi, suivant et conformément aux ordonnances royales et le département sur ces faits par M. le garde des sceaux. Dans le cadre de ces attributions, Abel Servien règle un différend entre le duc d'Épernon et le cardinal de Richelieu qui se disputent la propriété de deux caraques portugaises venant des Indes et richement chargées qui avaient fait naufrage en mer de Guyenne en novembre 1626. Il parvient à convaincre le gouverneur de céder au ministre une partie de la cargaison qui avait été mise en séquestre chez un riche bourgeois de Bordeaux.
Le 5 février 1628, il reçoit une commission d'intendant de justice et de police de la province de Guyenne. Voulant juger avec les officiers de l'amirauté de Bayonne des pirates rochelais échoués au Vieux-Boucau, il entre en conflit avec le parlement de Bordeaux qui rend les 5, 17 mai et le 9 juin 1628, des arrêts lui faisant défense d'exercer sa commission sans l'avoir dûment signifiée à la cour, l'assignant à comparaître avec le procureur du roi de l'amirauté et ordonnant que soit lacérée et brûlée par l'exécuteur de haute justice une de ses ordonnances. Servien se sait soutenu par le pouvoir central : le 29 juin 1628 le Conseil d'État casse ces trois décisions et le confirme dans sa commission d'intendant avec "tous les droits, honneurs et prérogatives" attachés à la fonction, y compris le droit de siéger au parlement. Le parlement de Bordeaux ayant fait le 5 juillet 1628 des remontrances contre cet arrêt du conseil d'État, le premier président du parlement de Bordeaux, Marc-Antoine de Gourgue, doit demander pardon au roi à genoux, le 15 août 1628, à Surgères, devant La Rochelle. Le 2 juin 1628, il reçoit une nouvelle commission pour régler les différends survenus entre les habitants de la vallée de Barèges, sujets du roi de France et ceux de la vallée de Brotto, sujets du roi d’Espagne. Le 4 novembre 1628, il est député pour aller aux îles de Ré et d’Oléron visiter les munitions de guerre et de bouche.
Nommé le 18 mai 1629 commissaire du roi dans le Montferrat puis le 12 janvier 1630 intendant de finance en l'armée d'Italie commandée par Richelieu, Abel Servien assiste, le 29 janvier 1630, à Lyon, à la première rencontre entre le ministre et Mazarin. Le 12 mai 1630, il est intendant de justice à Pignerol et le 2 juin 1630 président du conseil souverain de delà les monts.

### Secrétaire d'État
Le 26 juin 1630, il est nommé premier président au parlement de Bordeaux, mais il n'occupe pas la charge. Le 22 novembre 1630, le roi lui donne pouvoir de traiter de la paix d'Italie et de terminer les différends des pays de Mantoue et Monferrat ensuite du traité de Cazal. Après la mort de Charles Le Beauclerc survenue le 12 octobre 1630, il devient le 11 décembre 1630, secrétaire d'État de la Guerre, grâce à la protection du garde des sceaux Châteauneuf.  Louis XIII pense d'abord à Paul II Ardier pour cette charge, mais Richelieu a un autre candidat, Jean de Flesselles, qui commet l'erreur de s'en vanter trop tôt. Louis XIII, l'apprenant, se fâche et finalement un troisième homme, Abel Servien, est choisi. Abel Servien doit verser 120 000 livres comptant aux héritiers de Le Beauclerc.
Envoyé en février 1631 comme ambassadeur extraordinaire en Savoie, il négocie, aux côtés du maréchal de Toiras, les deux traités de Cherasco, le premier (6 avril 1631) avec le duc de Savoie et le second (19 juin 1631), avec le Habsbourg de Vienne qui mettent fin à la guerre de Succession de Mantoue en reconnaissant la cession Pignerol à la France et la prise de possession par Charles de Gonzagues du duché de Mantoue et du marquisat de Montferrat. Rentré en France en mars 1633, il retrouve l'exercice effectif de ses fonctions au secrétariat d'État de la Guerre. Il doit gérer la campagne de Lorraine de 1633 qui aboutit à l'occupation de Nancy le 24 mai 1634. C'est lui qui rédige la déclaration de guerre contre l’Espagne, le 19 mai 1635.
Un édit d'août 1634 lui attribue le droit de lever deux sols par minot de sel sur les gabelles du Dauphiné ce qui lui procure un revenu annuel de 6 000 livres. En janvier 1635, il obtient du roi une charge de capitaine de galère. Sa galère ayant été perdue au combat le 1er septembre 1638, le roi lui en donne une autre conquise sur l'ennemi. Il la vendra 45 000 livres à François de Bionneau, baron d'Ayrague par contrat passé devant Parrat, notaire à Marseille, le 27 mars 1642.
Il publie peu, ne laissant que des harangues, des lettres et des écrits diplomatiques. Il est pourtant élu membre de l’Académie française le 13 mars 1634 et reçu le 10 avril suivant.

### Disgrâce et mariage
Il s'attire l'inimitié du comte de Chavigny (Claude Bouthillier), de Claude de Bullion et du père Joseph, qui intriguent contre lui. Le prétexte de sa disgrâce est fourni par une querelle avec l’abbé de Boisrobert, favori de Richelieu : il est exilé à Angers en 1636. Le 6 janvier 1641, il s'y marie avec Augustine Le Roux (morte le 17 janvier 1652), veuve de Jacques Hurault, tué au siège d'Arras, elle est la fille de Louis Le Roux, seigneur de la Roche-des-Aubiers, titre qu'Abel relève et sous lequel il va se présenter aux pourparlers de Münster.
Après la mort de Richelieu, Anne d'Autriche permet à Servien de rentrer à Paris dès le mois de mai 1643.

### Négociateur à Münster
Nommé par Mazarin le 30 septembre 1643 plénipotentiaire et ambassadeur à Münster avec le comte d’Avaux, il se met en route le 20 octobre 1643. En chemin, il accomplit une mission à La Haye de novembre 1643 à mars 1644, qui se conclut par la signature de trois traités d'alliance et de subsides avec les Provinces Unies les 29 février et 1er mars 1644. Il arrive en Westphalie le 5 avril 1644, cinq jours avant l'ouverture du congrès. Il prend « une part essentielle » aux négociations. À partir du mois de décembre 1643 il assure la direction de la chancellerie de l'ambassade de France. Le 29 décembre 1646, il quitte Münster pour mener de janvier à août 1647 une deuxième mission auprès des États Généraux et des princes d'Orange qui se conclut le 27 juillet 1647 par la signature d'un traité de garantie mutuelle entre les Provinces Unies et la France. Ce traité n'entrera jamais en vigueur puisque la paix franco-espagnole à laquelle il se réfère ne sera pas signée.
De retour en Westphalie le 9 août 1647, il utilise le crédit de Hugues de Lionne, son neveu, pour obtenir, le 13 mars 1648, le rappel du comte d’Avaux avec qui il est en conflit ouvert puis, le 20 mars 1648, les pleins pouvoirs pour traiter seul de la paix. Il signe, le 24 octobre 1648, les traités de Westphalie avec l'empereur et les princes allemands, traité qui met fin à la guerre de Trente Ans. Après l’échange des ratifications le 18 février 1649, il quitte Münster et rejoint la cour de France, repliée à Saint-Germain, en avril 1649.
Promu ministre d’État le 23 avril 1648,, il est félicité par le cardinal de Mazarin dans une lettre datée du 24 avril 1648 "la Reine vous déclara hier ministre et je remets à M. le comte de Brienne de vous faire savoir les particularités de ce que sa Majesté a dit, en cette occasion, de votre mérite et de la pleine satisfaction qu'elle a de vos services". Il est fait « garde des sceaux des ordres du roi » par provisions du 4 mai 1650 après la démission de l'abbé de La Rivière, puis nommé chancelier des mêmes ordres, le 23 août 1654, par démission du même abbé de La Rivière. Il vendra cette charge à l'abbé Fouquet moyennant 450 000 livres par contrat passé le 10 décembre 1656 devant Desmots et Vautier, notaires à Paris. De 1654 à 1659, il est sénéchal d'Anjou sur démission du prince de Guéméné. Fidèle à Mazarin pendant la Fronde, il est éloigné provisoirement des affaires du 19 juillet 1651 à janvier 1652.
Le 14 novembre 1652, il achète au président de Maisons aux confins du nord de l'Anjou et du sud du Maine, les seigneuries de Sablé et de Bois-Dauphin. Par lettres patentes de juin 1656, registrées le 2 août suivant, les terres de Sablé et de Précigné sont érigées en sa faveur en marquisat.

### Surintendant des Finances

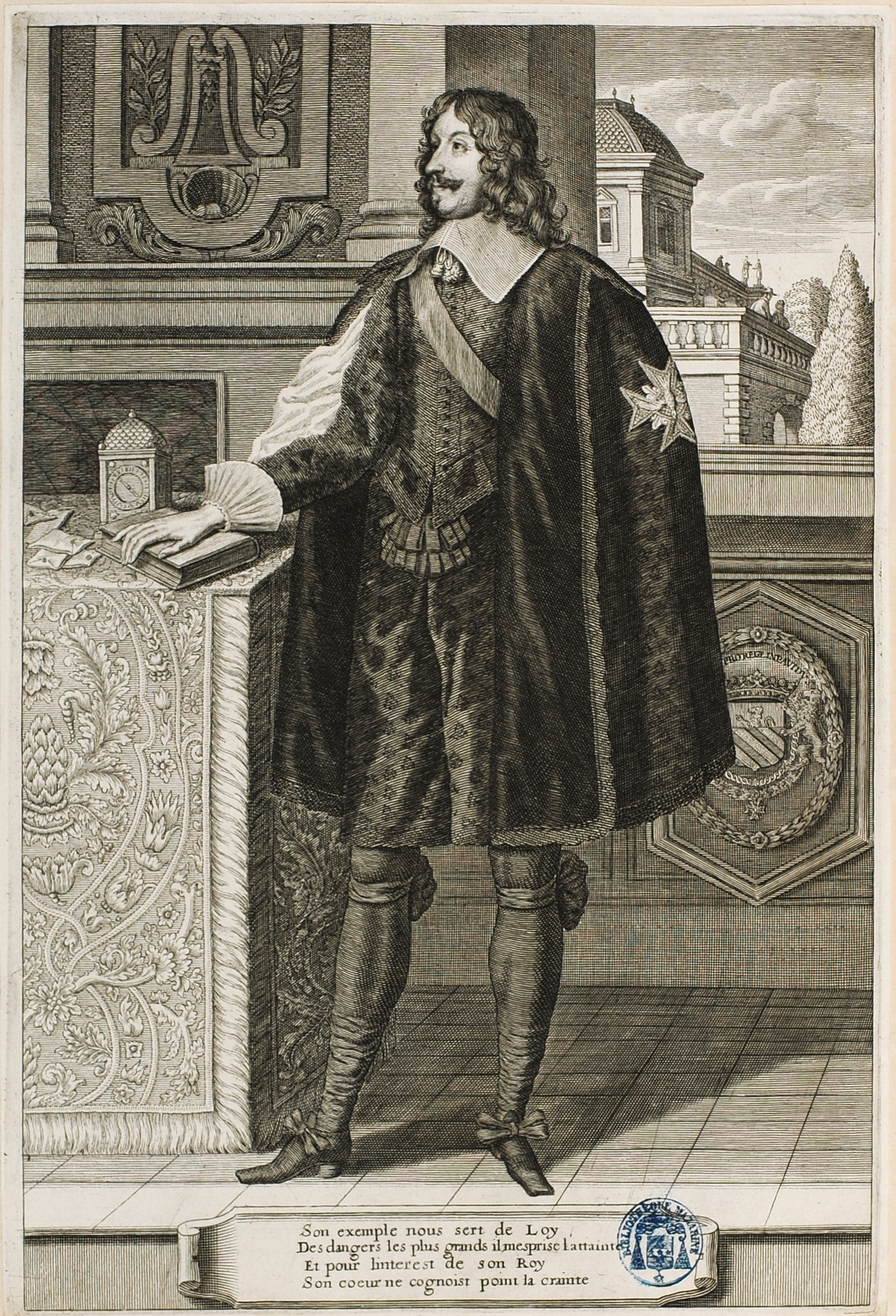
Portrait d'Abel Servien en pied, vers 1654-1659.

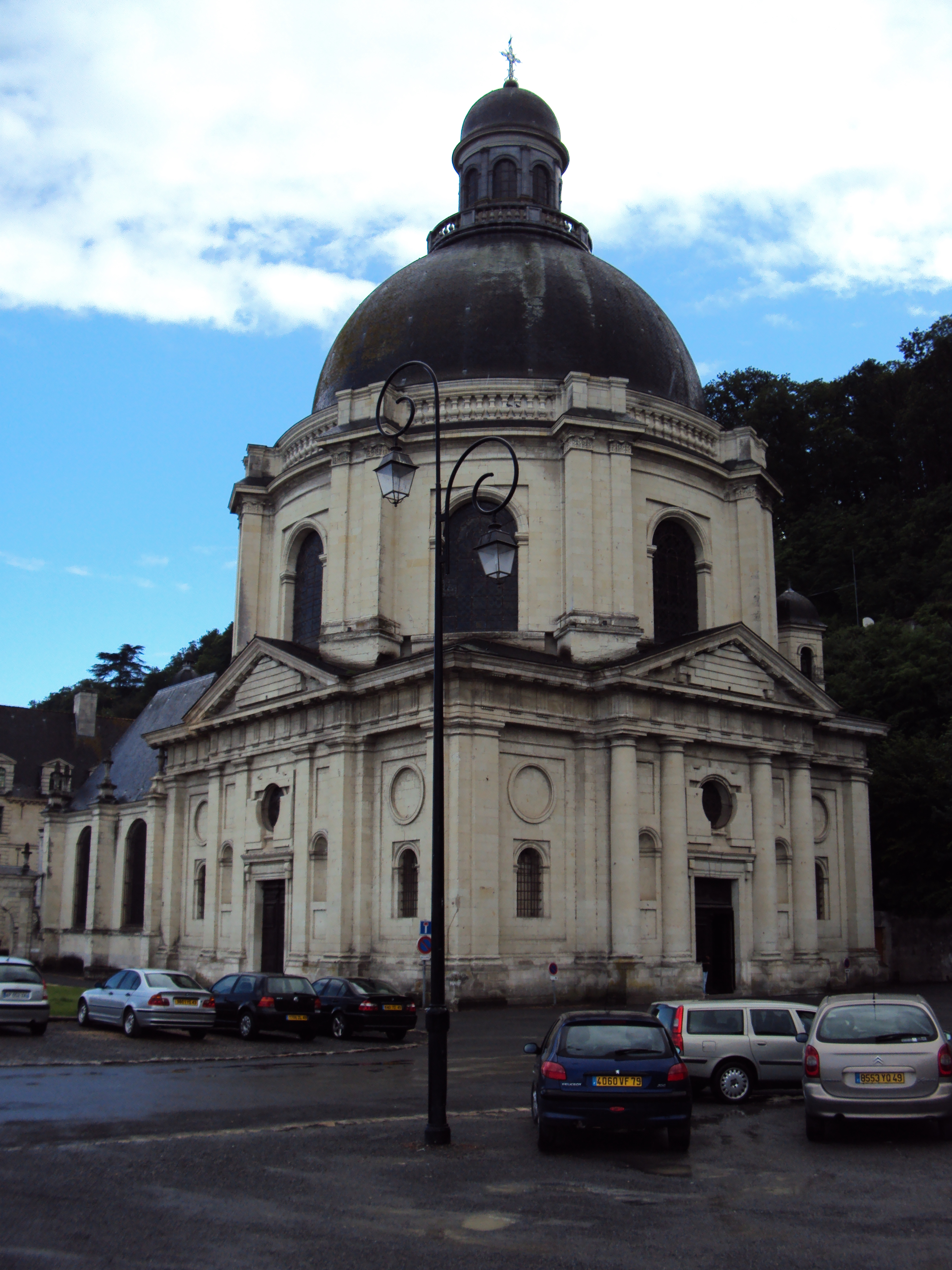
Notre-Dame des Ardilliers, édifice financé par Servien

Après la mort de La Vieuville, il devient surintendant des finances du cardinal Mazarin le 8 février 1653, en même temps que Nicolas Fouquet. Servien, réputé intègre, manque de compétences financières.
Selon l'habitude, on place auprès des deux surintendants un commis à l'enregistrement des fonds, qui contrôle et qui tient registre. Après quelques disputes, Servien et Fouquet finissent par s'accorder sur le nom de Barthélemy Hervart pour ce poste. Mais les querelles opposant Hervart, Servien et Fouquet vont être incessantes.
La guerre contre l'Espagne est un gouffre financier. En septembre 1654, les fonds des deux années suivantes sont déjà dépensés, et les prêteurs ne veulent pas s'engager pour 1657. Dans cette situation de crise, Servien laisse apparaître son manque de créativité : il ne sait pas trouver de nouvelles sources de revenus. Fouquet au contraire se révèle l'homme de la situation. Il propose à Mazarin d'inspirer aux prêteurs confiance en l'État, en consentant des taux avantageux et en respectant les contrats – c'est-à-dire de faire exactement l'inverse de ce que l'on a fait jusque-là. Mais, pour mener à bien son action, il ne veut pas être encombré de Servien. Le règlement du 24 décembre 1654 répartit donc les responsabilités entre les deux surintendants : Servien est chargé des dépenses, Fouquet des recettes. L'ascension de ce dernier commence. Servien va pourtant rester en place jusqu'à sa mort. Il est même désigné sénéchal de l'Anjou en 1654.
Il amasse une fortune considérable. À Paris, il loge entre 1651 et 1659 à l'Hôtel de la Roche-Guyon, voisin du Palais-Royal.

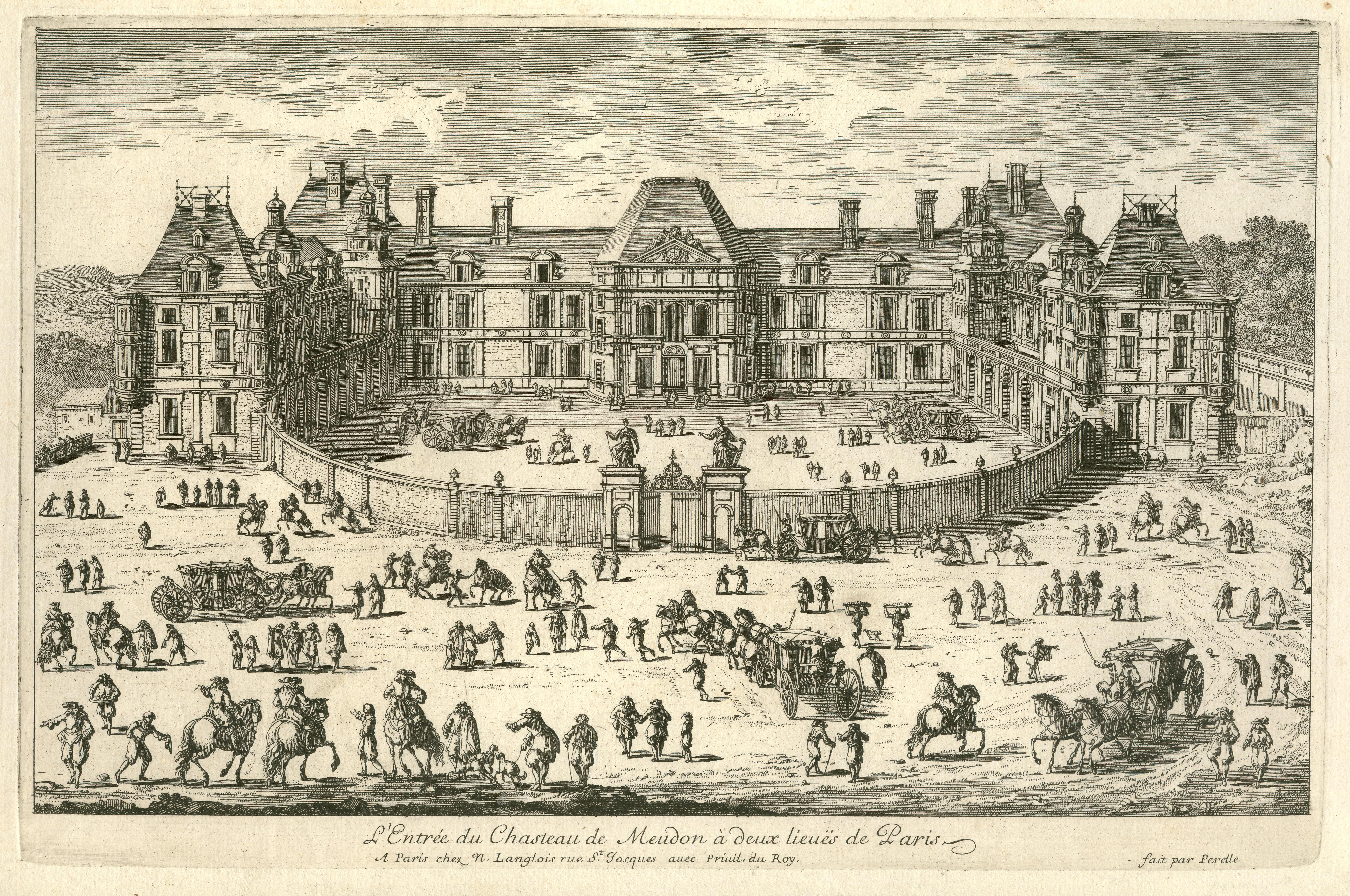
Le Château-Vieux de Meudon à la mort de Servien, vers 1659-1660.

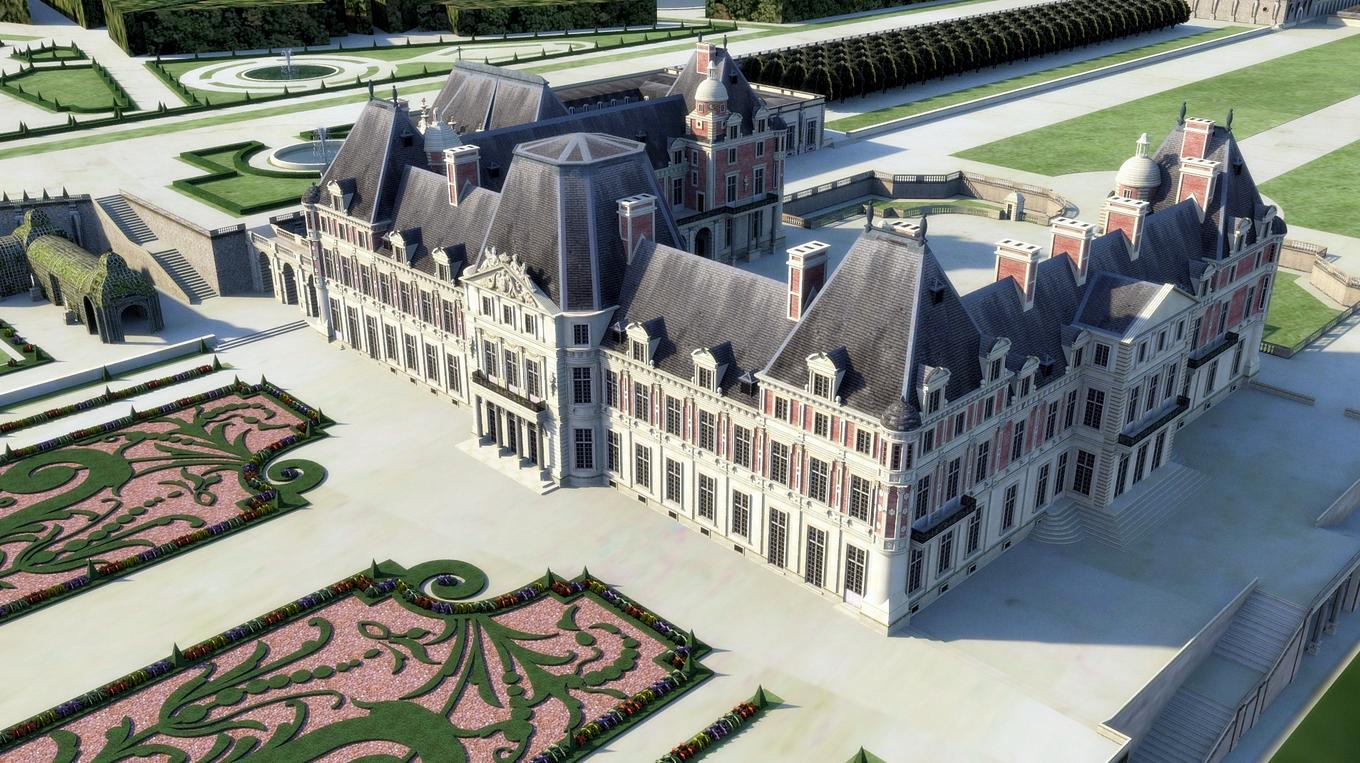
Restitution 3D du château-vieux de Meudon à son apogée, vers 1704. Franck Devedjian et Hervé Grégoire, 2012.

Le 12 septembre 1654, il échange au duc de Guise moyennant 9.333 livres, 6 sols et 9 deniers de rente, au principal de 168 000 livres abandonnés aux créanciers, le château de Meudon. Il demande à M. Charnu de lui acheter un bateau à Anvers, pour faire les trajets entre Paris et son nouveau domaine par la Seine : « j'ai acheté la terre de Meudon où l'on peut aller par eau, et [...] pour perdre moins de temps lorsque je serai obligé d'y aller prendre l'air, je désire de faire venir un bateau de Hollande, de ceux dont on se sert dans le pays pour faire voyage sur les canaux. Je souhaite s'il est possible qu'il y ait deux chambres où l'on puisse être commodément et y marcher debout, afin qu'en travaillant dans l'une, mes amis qui viendront avec moi puissent jouer et se divertir dans l'autre. Il faut qu'il soit bien couvert, peint et doré à la mode des plus beaux du pays ». Il promène dans ce yacht la duchesse de Roquelaure, Madame d'Olonne et la comtesse de Soissons. Le roi l'autorisant à étendre le parc de sa nouvelle propriété et à l'enclore de mur par lettres patentes datées de Soissons, le 3 juillet 1655, registrées au parlement le 31 août 1657 il charge Louis Le Vau d'entreprendre de grands travaux d’embellissement: remplacement de l'avant-corps central par un pavillon octogonal surmonté par un haut toit en pyramide tronquée, édification d'une vaste terrasse sur l'avant-cour, construction d'une orangerie, organisation d'un parc avec une allée centrale, des bassins et des étangs... Pour financer toutes ces dépenses, Abel Servien vend le 22 avril 1655 par devant Domas et Vauluce, notaires à Paris, le château de Serviantin et tous ses biens du Dauphiné à Jean-Antoine de Reynold (1611-1684), capitaine des gardes suisses depuis 1647.
Abel Servien fait son testament, reçu le 12 février 1659 par Munier et de Rivière, notaires à Paris, et il meurt de la maladie de la pierre dans son château de Meudon le 17 février 1659, à 4 heures du matin. Il est inhumé dans la « chapelle Servien » de Notre-Dame-des-Ardilliers, à Saumur. Charles Cotin fait son éloge funèbre le 5 avril 1659, en l'église des carmes des Billettes, à Paris. Il laisse un actif de 4 306 944 livres et un passif de près de 2 millions. Son fils Louis-François (mort le 20 juin 1710) hérite de ses biens. Devant maîtres Thibert et Gallois, notaires à Paris, il vend le château de Meudon à Louvois le 31 octobre 1679 pour 400 000 livres. Après la mort du fils aîné, le cadet, l'abbé Augustin Servien (mort le 6 octobre 1716), vend à Jean-Baptiste Colbert de Torcy par contrat du 24 janvier 1711, les terres de Sablé et Bois-Dauphin pour 450 000 livres,,,,.

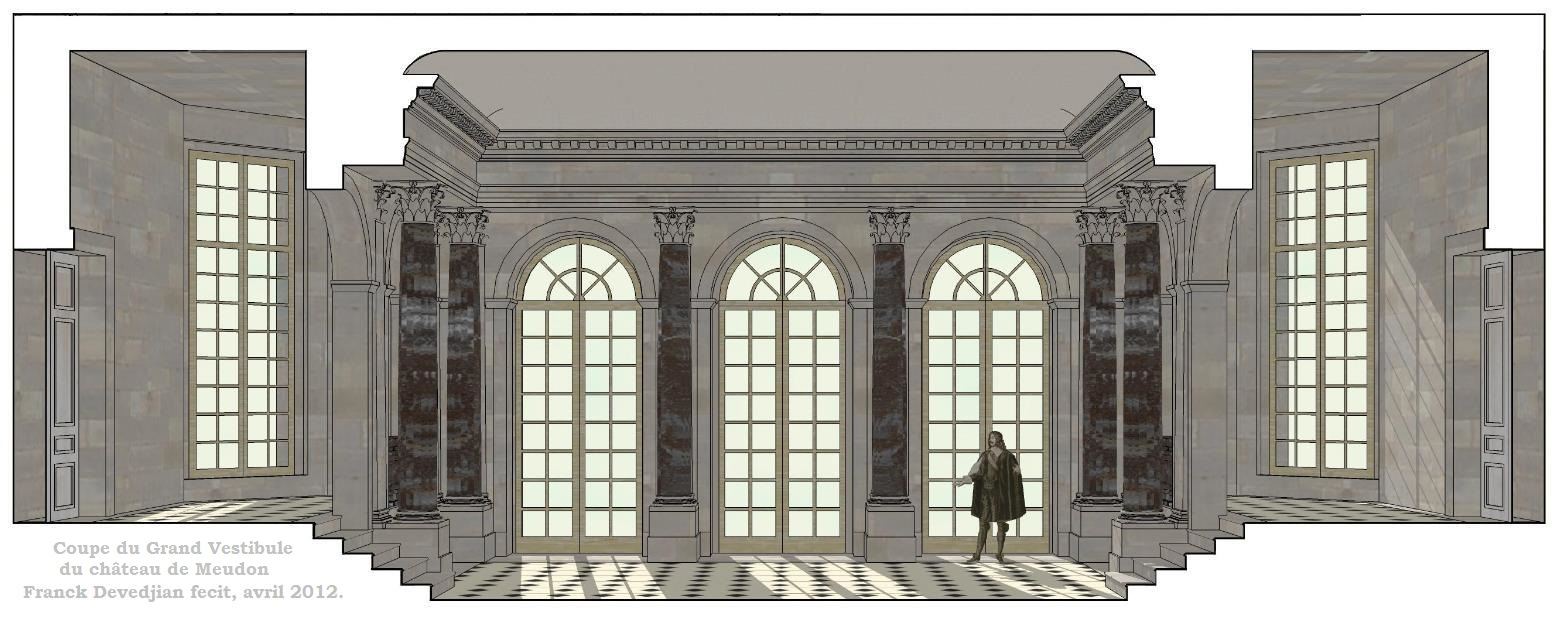
Restitution de la coupe du Grand Vestibule de Meudon, bâti par Louis Le Vau pour Servien. État de 1658 à 1803.

Le 19 février 1659, Guy Patin écrit à son ami André Falconet au sujet de la mort du surintendant des Finances : « Vous saurez que M. de Servien, surintendant des Finances, mourut hier dans sa belle maison de Meudon. Il n’est regretté de personne, pas même de ses valets, auxquels il n’a rien donné en mourant.
J’ai ouï dire autrefois à un président [de parlement] que les courtisans étaient les plus rusés et les plus dangereux hommes du monde. Après eux, que c’étaient les supérieurs de religion, tels que sont le pape, le général des Jésuites et autres moines, qui sont d’autant plus dangereux qu’ils font tout in nomine Domini, qui est le voile dont ils se couvrent. Après eux, ce sont les financiers ! »

## Nom et armes

Armes des Servien, D'azur, à trois bandes d'or, au chef cousu d'azur, chargé d'un lion issant d'or.

Abel naît Abel Servien, et toute sa famille signe Servien. L'usage s'étant établi d'écrire Servien, Abel, sur la fin de sa vie, choisit de signer ainsi.
Ses armes se décrivent ainsi : D'azur, à trois bandes d'or, au chef cousu d'azur, chargé d'un lion issant d'or.

## Écrits
- Harangue de M. le comte de la Roche Servient, conseill. du roi en ses conseils et son ambassad. extraord. pour la paix générale, faite à La Haye en l'assemblée de MM. les États généraux des Provinces-Unies, Paris, 1647.
- Escript donné à MM. les Estats generaux des Provinces Unies des Pays-Bas par monsieur l'ambassadeur de France le 4, mars 1647, Paris, 1647.
- Escript donné par l'ambassadeur de France, a messieurs les Estats generaux des Provinces Unies des Pays-Bas, sur la garantie, le XIe d'apvril, 1647, 1647.
- Escrit ou mémoire contenant 19 articles, présenté le 22 mai 1647 avec les remarques qui y ont été faites le 1er de juin de la même année, 1647.
- Harangue de M. Servient faicte aux Holandois, sur le subjet de leur traitté de paix avec l'Espagnol, Paris, Boudeville, 1649.
- Lettre escrite de Munster à M. le nonce du pape sur le sujet de la paix, Paris, 1649.
- Lettre interceptée de Monsieur Servient, escrite à Monsieur Gaultier. Avec la response contre ladite Lettre, Paris, Larru, 1652Françoise Bayard, Joël Félix, Philippe Hamon, op. cit., p. 84 et 85..